# Liste des œuvres de Daniel Buren

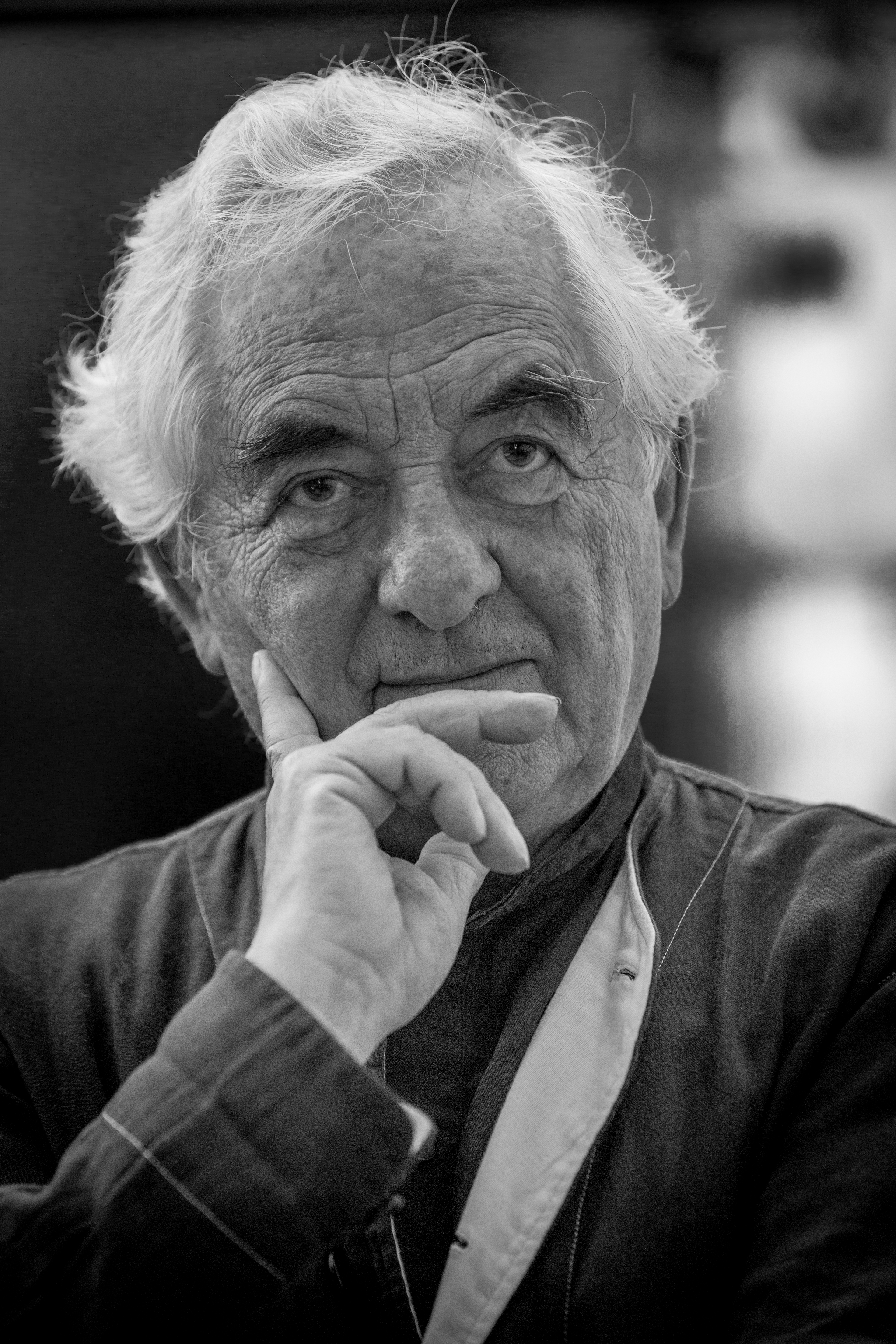
Daniel Buren en juin 2014.

La liste suivante recense les œuvres de Daniel Buren. La majeure partie de celles-ci sont des travaux in situ éphémères.

## Travauxin situ
- 1960 : 17 Peintures sur bois, Grapetree Bay Hôtel, Sainte-Croix, îles Vierges américaines
- 1965 : 4 Mosaïques, Grapetree Bay Hôtel, Sainte-Croix, îles Vierges américaines ; ces deux premiers travaux in situ et permanents sont restés en place, accrochés aux murs, tandis que l'hôtel a été entièrement détruit par un ouragan en 1989
- 1970 : 140 stations du métro parisien, travail in situ, Paris
- 1971 : Manifestation, Städtisches Museum, travail in situ, Mönchengladbach, Allemagne
- 1973 : L'extérieur à l'intérieur, Garage de la Villa Borghese, in, "Contemporanea", travail in situ, Rome
- 1974 : Chez Georges,Au restaurant Chez Georges, travail in situ, Paris
- 1976 : 
  - Le fond - Laforme,Salle Simon I.Patino, travail in situ, Genève, Suisse
  - Ici / Hier,Stedelijk Museum, travail in situ, Amsterdam, Pays-Bas
- 1977 : Les formes : Peintures,Centre Georges Pompidou, travail in situ, Paris
- 1978 : Affichage sauvage, travail in situ, New York
- 1980 : Lambris[1], au Centre hospitalier universitaire de Liège, Belgique : collaboration avec Charles Vandenhove
- 1982 : In the Dining Room, Chase Manhattan Bank, New York
- 1984 : 
  - Le Salon Royal, théâtre de la Monnaie, Bruxelles, Belgique : collaboration avec Charles Vandenhove
  - Neuf Couleurs au vent, Québec, Canada : réalisée pour le festival Québec 1534-1984, installée de manière permanente depuis 1996 place Urbain-Baudreau-Graveline à Montréal

- 1985 : 

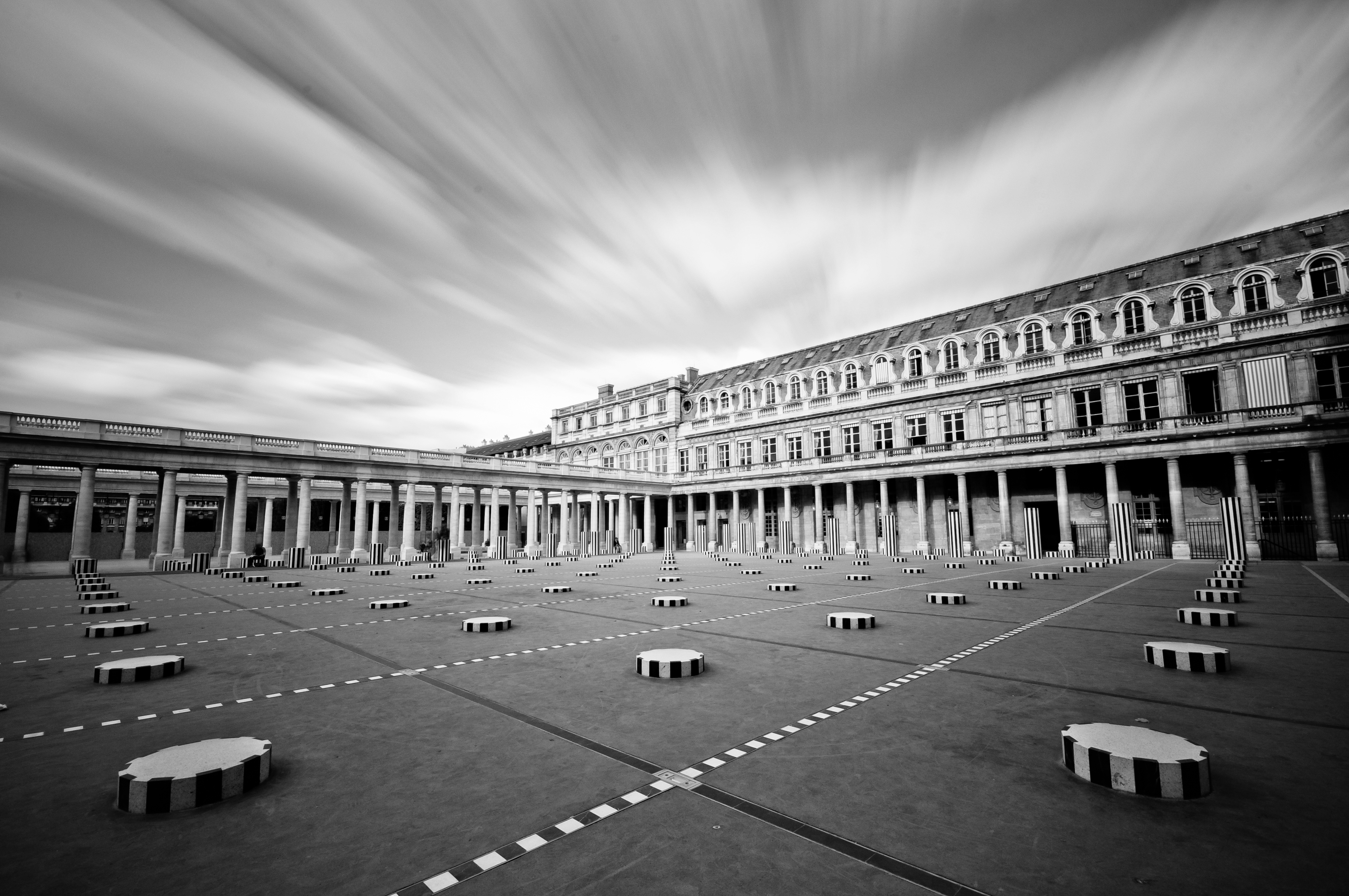
La cour d’honneur du Palais-Royal et « Les Deux Plateaux », Paris.

  - Peinture sur/sous verre n°15 recouvrant un tissu rayé blanc et rouge découpé, Frac Bourgogne
  - Les Deux Plateaux, cour d'honneur du Palais-Royal, Paris : collaboration avec Patrick Bouchain
  - Cabane éclatée n°6 : Les Damiers, Musée national d'Art moderne
- 1986 : 
  - Diagonale pour des bambous, parc de la Villette, Paris : collaboration avec Alexandre Chemetoff
  - Diagonale pour un lieu, Centre national d'art contemporain, Grenoble

- 1987 :

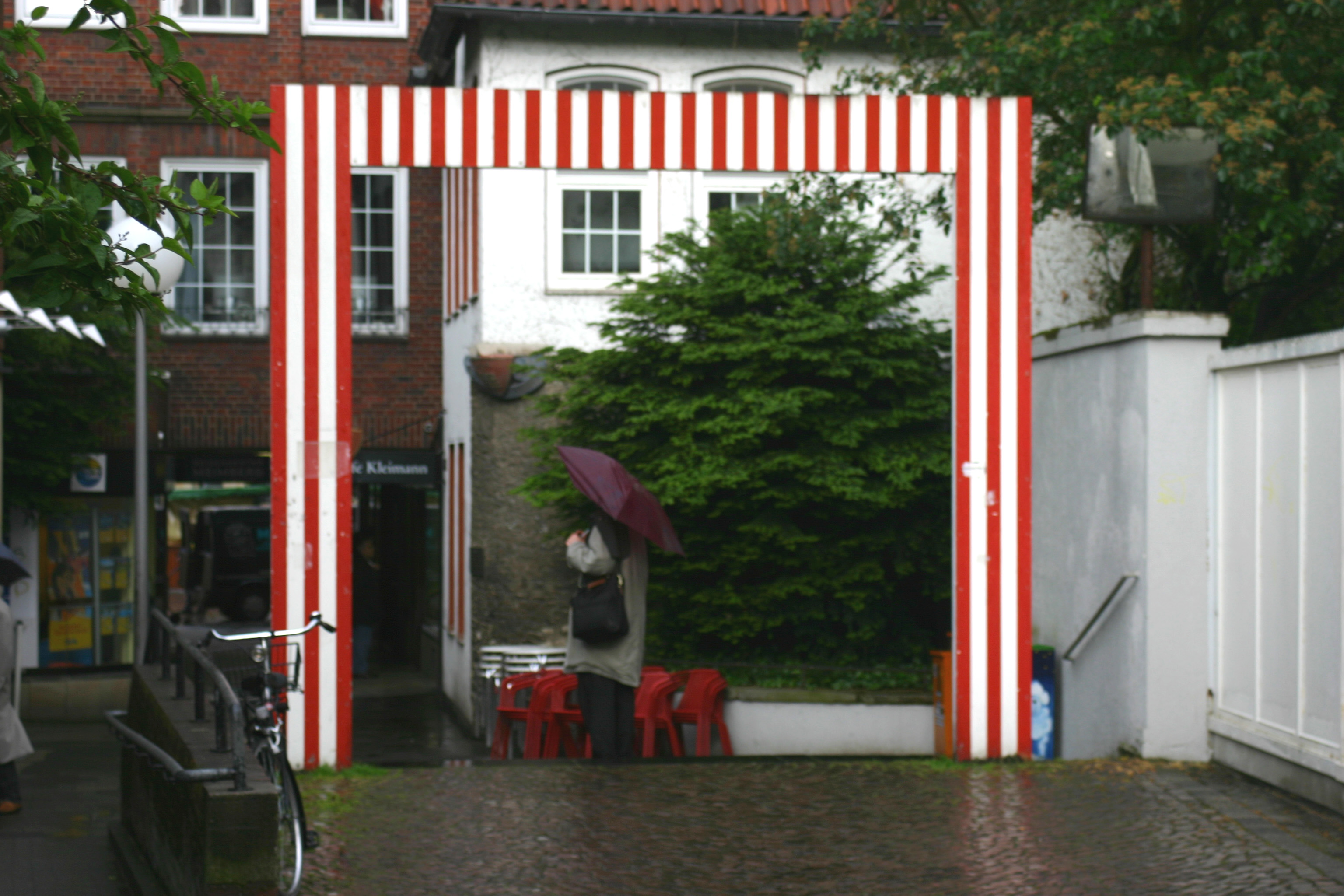
La Porte, Münster

  - La Porte, Domgasse, Münster, Allemagne
  - Frieze Paint, Refco collection, salle des marchés, New York : peinture sur/sous plexiglas
  - Das Cafe, Von der Heydt Museum, Wuppertal, Allemagne : collaboration avec M. Bussman
  - Ipotesi su alcuni indizi – Part II, musée Capodimonte, Naples : collaboration avec Incontri Internazionali d'Arte et Alberto Zanmatti
- 1989 : La Marche des Fédérés Marseillais / Aux Couleurs de la ville, France : 500 flammes dans sept villes : Marseille, Avignon, Valence, Vienne, Mâcon, Saulieu et Charenton-le-Pont. Travail détruit à la demande de l'artiste en 2006, par manque de maintenance de l'œuvre
- 1990 : Sans titre, Furkablicke Hôtel, Furkapasshöhe, Suisse
- 1991 : Double rythme, Sarrebrück Kongresshalle, Sarrebruck, Allemagne : frise, peinture acrylique et vinyle autoadhésif
- 1992 :
  - Passage blanc et noir, De Liefde, Amsterdam, Pays-Bas : collaboration avec Charles Vandenhove
  - Horizontal cut - Vertical cut - Fragmented reflexion : Hypo-Bank, Kempfenhausen, Allemagne : frise
- 1993 :
  - Autour du Puits, monastère des pères mékhitaristes, San Lazzaro degli Armeni, Venise : réalisé à l'occasion de « Trésors de voyage », lors de la 45e biennale de Venise
  - Poser/Déposer/Exposer, café Richelieu, musée du Louvre, Paris : collaboration avec Jean-Michel Wilmotte
  - From One Place to Another, From One Material to Another, Passages in and out, Shinjuku I-Land, Tokyo
- 1994 :
  - Les Arches, Southampton City Art Gallery, Southampton, Royaume-Uni
  - Sens Dessus-Dessous, parking des Célestins, Lyon : sculpture cinétique en collaboration avec Jean-Michel Wilmotte et Michel Targe en collaboration avec l'entreprise Fraissenet Ingénierie
  - Déplacement / Jaillissement : D'une fontaine, les autres, place des Terreaux, Lyon : collaboration avec Christian Drevet et le concours d'Art/Entreprise Georges Verney-Carron
  - Diagonale pour des pilastres - Losanges pour des couleurs, Deutsche Telekom, Bonn, Allemagne
  - D'une place l'autre : Placer, déplacer, ajuster, situer, transformer, musée Boijmans Van Beuningen, Rotterdam, Pays-Bas
- 1996 :
  - 25 Porticos : la couleur et ses reflets, baie d'Odaiba, Tokyo : à l'initiative de Shiraishi Contemporary Art
  - La Montée de la couleur et la Cascade de la couleur, New Trade Fair Center, Leipzig, Allemagne : à l'initiative de Brigitte Oetker
  - Soleils - Garde-corps, théâtre des Abbesses, Paris : collaboration avec Charles Vandenhove
  - Diagonale pour un lieu université technique, Munich, Allemagne : avec l'assistance de Jean-Christophe Denise et Henn Architekten Ingenieure
  - Encoder-Décoder : du code à sa lecture, Couleurs, Reflets, Transparence, Thomson, Boulogne-Billancourt : collaboration avec Patrick Bouchain
  - La Salle de concert - La Salle des miroirs Dresdner Bank AG, Francfort, Allemagne : avec l'assistance de Jean-Christophe Denise et du cabinet d'architecture ABB
  - Cabane rouge aux miroirs, musée de la Chartreuse, Douai
  - Ohne Titel / Installation im Treppenhaus des Neuen Museums Weimar, Neues Museum Weimar, Weimar, Allemagne : à l'initiative de Paul Maenz
- 1997 :
  - À travers le miroir incliné : la couleur 1997, Industrial Kredit Bank, Düsseldorf, Allemagne : à l'initiative de la galerie Hete Hünerman
  - Par Transparence, institut français, Rotterdam, Pays-Bas
- 1998 :
  - Cercles, Victoria Insurance, Düsseldorf, Allemagne : à l'initiative et avec l'assistance d'Achenbach Art Consulting
  - Passage sous-bois, parc national, Gimpo, Corée du Sud : à l'initiative de Sounjou Seo
  - Sit down octobre, Storm King Art Center, Mountainville, États-Unis
  - From Floor to Ceiling and Vice Versa, Obayashi Corporation, Tokyo : à l'initiative de Fumio Nanjo
  - Trois points de vue pour un dialogue : mont Sion, Jérusalem, Israël : œuvre en hommage à Albert Decourtray à l'initiative de The Jerusalem Foundation
  - La Grande Fenêtre, ministère fédéral du Travail, Berlin, Allemagne : en collaboration avec Joseph Paul Kleihues
- 1999 :
  - La Couleur : fut, a été, aurait pu être, pourrait être, serait, sera, ministère de la Culture, Paris[2]
  - Arc-en-ciel pour Fausto, Radicichimica GmbH, Troglitz, Allemagne
  - Triangles coulissants, Michaux Gestion, Lyon
  - Transparences colorées, Allianz Haupterverwaltung, Munich, Allemagne
- 2000 :
  - Rayonnant, parc de la Cigalière, Sérignan : collaboration avec Nicolas Guillot
  - Fondation surgissante, Telenor Eiendom Fornebu AS, Oslo, Norvège : collaboration avec Claes Söderquist
  - Prière de toucher : la signalétique tactile et visuelle - Pliages, institut régional des sourds et des aveugles, Marseille : collaboration avec la Fondation de France et le Bureau des compétences et désirs
  - Prospettive, Palazzo BSI, Lugano, Suisse : avec l'assistance de Giampiero Camponovo
- 2001 :
  - Sur les Vignes : points de vue, Castello di Ama, Lecchi in Chianti, Italie : à l'initiative de Galleria Continua et avec l'assistance de Studio Polvani Pianigiani
  - Au-dessus des vagues, l'horizon, He Xiangning Art Museum, Shenzhen, Chine : réalisé lors de la auatrième exposition de sculpture contemporaine de Shenzhen
  - D'un cercle à l'autre : le paysage emprunté, Luxembourg
  - Projection colorée, hôtel de ville, Innsbruck, Autriche: collaboration avec Dominique Perrault
  - White and Green Fence, Gibbs Farm, Nouvelle-Zélande

- 2002 :

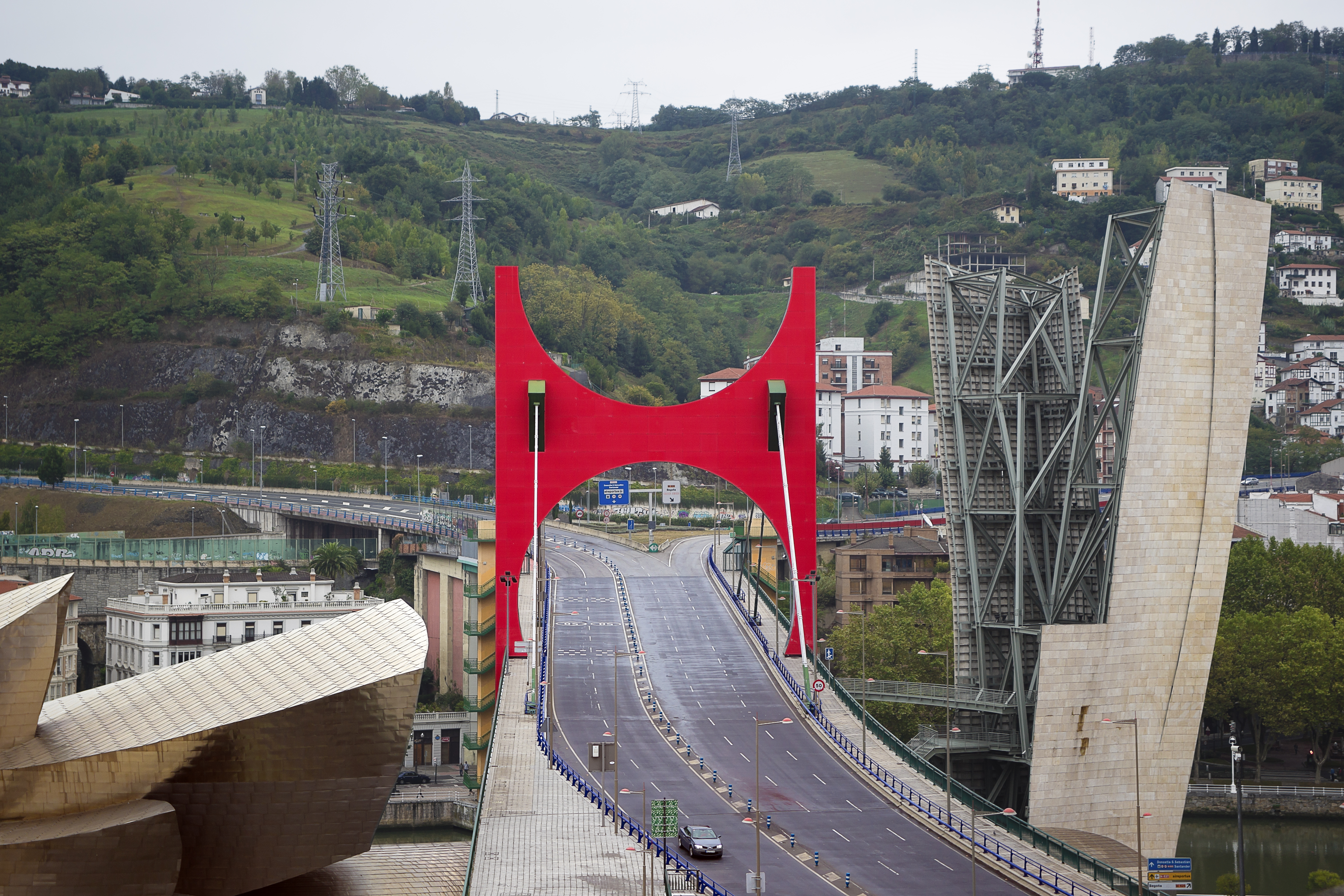
Arches rouges, musée Guggenheim, Bilbao

  - Somewhere Along the Way, Some Colors, Niigata, Japon : à l'initiative de l'Art Front Gallery pour Toki Messe
  - The Colors Suspended: 3 Exploded Cabins, Musée municipal d'Art de Toyota, Toyota, Japon
  - La Cabane éclatée aux quatre salles, Fattoria di Celle, Santomato di Pistoia, Italie : à l'initiative de la Galleria Continua pour Giuliano Gori
- 2004 :
  - Cerchi nell'aqua, Naples
  - Le Jardin imaginaire, Sint-Donatuspark, Louvain, Belgique : à l'initiative de Michle Lachowsky et Joel Benzakin
  - Sans titre, Bin Jiang Junior High School, Taipei, Taïwan : à l'initiative de Blue Dragon Art Company
  - Tram/Trame, 14 stations de la ligne Est-Ouest du tramway, Mulhouse : avec l'assistance de Jean-Christophe Denise
- 2005 :
  - Transparences et Projections colorées, chapelle du donjon de Vez
  - Partitions colorées, Nuovo Padiglione di Emodialisi di Pistoia, Pistoia, Italie : à l'initiative de Giuliano Gori et Pistoia et avec l'assistance de Gianniantonio Vannetti
  - Monter / Descendre, gare, Wolfsbourg, Allemagne : à l'initiative de Buchmann Galerie

- 2006 :

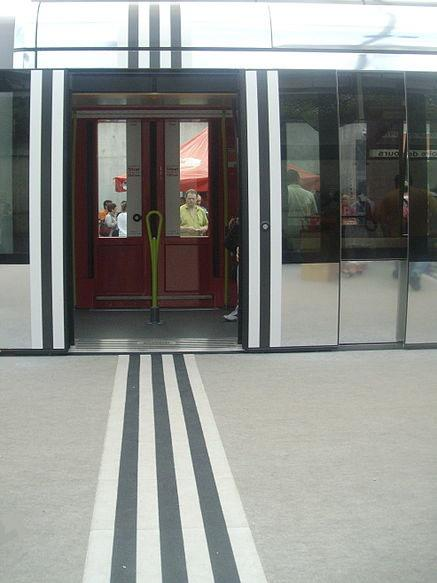
Le Curseur (détail), Tramway de Tours

  - Sans titre, aménagement de la caféteria de l'Espai d'Art Contemporani de Castelló, Castellón de la Plana, Espagne
  - Les Arches, Mulhouse arches pour le tram de Mulhouse
- 2007 :
  - Arches rouges, musée Guggenheim, Bilbao
  - La Portée, musée Fabre, Montpellier : mosaïque de 40 m de long en marbre blanc et granit noir
  - Les Anneaux, quai des Antilles, Nantes : ensemble d'anneaux en métal sur le bord du quai, s'illuminant de différentes couleurs la nuit
  - C'était, c'est, ce sera, galerie Kamel Mennour, Paris
- 2008 : À contre – courant, travaux in situ et en mouvement, centre d'art contemporain Le Lait, Albi
- 2009 : Le Curseur, Tours : pour le tramway de Tours, trois bandes noires et blanches à la verticale jointes à un marquage similaire au sol, formant un angle droit à l'ouverture des portes ; travail réalisé à l'initiative de l'agence RCP Design Global avec le collectif « ensemble(s) la ligne »[3]. Rames en forme de curseur pelliculé en "effet miroir" cernées de bandes noires et blanches[4],[5]
- 2009 : Intervention dans l'espace public dans le cadre du festival "Leu Tempo Festival 2009" organisé par le Séchoir, scène conventionnée de la Réunion avec les artistes Betty Bui, Jace, Tadashi Kawamata et Louis Pavageau aka Ligne Rouge (Ligne Rouge).
- 2010 : Architecture, contre-architecture : Transposition, musée d'art moderne grand-duc Jean, Kirchberg, Luxembourg
- 2012 (mai-juin) : Invité de la cinquième édition de l'exposition « Monumenta » au Grand Palais[6]
- 2013 : 
  - Prolongement du travail sur le tramway de Tours avec des œuvres urbaines : des totems rouges et vert place de la Tranchée, deux kiosques place Choiseul et une pergola place de la mairie à Joué-lès-Tours.
  - La Grande Diagonale, esplanade Bernardin Laugier, Istres : un alignement de 57 piliers de 114 à 505 cm de hauteur sur toute la longueur de l’esplanade jusqu'au pied de l'hôtel de ville[7].
- 2016 : L'Observatoire de la lumière, Fondation Louis Vuitton[8], Paris
- 2019 : À la station Banqiao (en) du métro de Taipei, une installation permanente d'artiste a été réalisé lors de l'ouverture de la ligne circulaire (Y)[9].
- 2022 :
  - 2 complémentaires, travail in situ Genève, sur la façade du bâtiment historique de la HEAD – Genève[10]
  - Comme tombées du ciel, les couleurs in situ et en mouvement[11], à la Gare des Guillemins de Liège (architecte Santiago Calatrava). Inaugurée pour une durée d'un an le 15 octobre 2022, l'oeuvre a été maintenue en place jusqu'en septembre 2024.